# رعنا آزادی‌ور
رعنا آزادی‌ور (زادهٔ ۱۷ فروردین ۱۳۶۲) بازیگر ایرانی است. او فعالیت حرفه‌ای خود را در سال ۱۳۸۲ با فیلم مارمولک آغاز کرد و برای بازی در درباره الی (۱۳۸۷) نامزد دریافت تندیس زرین بهترین بازیگر نقش مکمل زن جشن سینمای ایران شد. او برای بازی در زخم کاری (۱۴۰۰) برندهٔ جایزهٔ حافظ بهترین بازیگر زن درام تلویزیونی شد.

## فعالیت‌ها
وی با بازی در فیلم مارمولک (کمال تبریزی، ۱۳۸۲) فعالیت در سینما را آغاز کرد و با یک سال دوری از سینما با بازی در سه فیلم در سال ۱۳۸۴ موقعیت خود را در سینما تثبیت کرد. رعنا آزادی‌ور با بازی در فیلم پارک‌وی (فریدون جیرانی، ۱۳۸۵) برای بار نخست، بازی در نقش اول را همراه با نیما شاهرخ شاهی تجربه کرد. او در فیلم درباره الی نقش همسر یکی از زوج‌های جوان فیلم را بازی می‌کند که در داستان سه روزهٔ سفر این زوج‌ها به شمال، درگیر است و با بازی در این نقش در سیر داستان همراه با سایر شخصیت‌های داستان با اتفاقات روبرو می‌شود. او در سال ۱۴۰۰ در سریال زخم کاری در شبکه نمایش خانگی در نقش سمیرا به بازی پرداخت که مورد توجه قرار گرفت.

## فیلم‌شناسی

### سینما
| سال  | نام                    | کارگردان          | نقش          |
| ---- | ---------------------- | ----------------- | ------------ |
| ۱۴۰۰ | مرد بازنده             | محمد حسین مهدویان | سمیه         |
| ۱۳۹۹ | هفته‌ای یک‌بار آدم باش   | شهرام شاه‌حسینی    | همسر علی     |
| ۱۳۹۹ | تارا                   | کاوه قهرمان       | تارا         |
| ۱۳۹۷ | سونامی                 | میلاد صدرعاملی    |              |
| ۱۳۹۶ | به وقت خماری           | محمدحسین لطیفی    | نسرین        |
| ۱۳۹۶ | بهت                    | عباس رافعی        | رویا         |
| ۱۳۹۶ | چهارراه استانبول       | مصطفی کیایی       | زهره         |
| ۱۳۹۶ | لونه زنبور             | برزو نیک‌نژاد      |              |
| ۱۳۹۶ | در وجه حامل            | بهمن کامیار       | شهلا         |
| ۱۳۹۵ | حریم شخصی              | احمد معظمی        |              |
| ۱۳۹۵ | مرداد                  | بهمن کامیار       |              |
| ۱۳۹۴ | خشم و هیاهو            | هومن سیدی         | تینا نوریان  |
| ۱۳۹۴ | وقتی برگشتم…           | وحید موسائیان     | فرا          |
| ۱۳۹۳ | داره صبح میشه          | یلدا جبلی         | لیلا         |
| ۱۳۹۳ | محمد رسول‌الله          | مجید مجیدی        | جمیله        |
| ۱۳۹۳ | خانه دختر              | شهرام شاه‌حسینی    | سمیرا        |
| ۱۳۹۳ | این سیب هم برای تو     | سیروس الوند       |              |
| ۱۳۸۸ | نخودی                  | جلال فاطمی        |              |
| ۱۳۸۷ | شیرین                  | عباس کیارستمی     | خودش         |
| ۱۳۸۷ | آفتاب پشت برف          | رضا سبحانی        |              |
| ۱۳۸۷ | درباره الی             | اصغر فرهادی       | نازی         |
| ۱۳۸۷ | تهران در جستجوی زیبایی | مهدی کرم پور      |              |
| ۱۳۸۶ | خاک‌آشنا                | بهمن فرمان آرا    |              |
| ۱۳۸۵ | پارک وی                | فریدون جیرانی     | رها روانبخش  |
| ۱۳۸۴ | کارگران مشغول کارند    | مانی حقیقی        |              |
| ۱۳۸۴ | زاگرس                  | محمدعلی نجفی      | مهسا بختیاری |
| ۱۳۸۴ | هوو                    | علیرضا داوودنژاد  |              |
| ۱۳۸۲ | مارمولک                | کمال تبریزی       | فائزه        |

### نمایش خانگی
| سال  | نام سریال        | کارگردان         | نقش            | انتشار                       |
| ---- | ---------------- | ---------------- | -------------- | ---------------------------- |
| ۱۴۰۰ | زخم کاری         | محمدحسین مهدویان | سمیرا بخشی     | فیلیمو                       |
| ۱۴۰۰ | جیران            | حسن فتحی         | تاج‌الدوله      | فیلیمو                       |
| ۱۴۰۱ | سرگیجه           | بهرنگ توفیقی     | فریبا          | نماوا                        |
| ۱۴۰۲ | زخم کاری، بازگشت | محمدحسین مهدویان | سمیرا بخشی     | فیلیمو                       |
| ۱۴۰۳ | زخم کاری، انتقام | محمدحسین مهدویان | سمیرا بخشی     | فیلیمو                       |
| ۱۴۰۳ | فوتبال ۳۶۰       | عادل فردوسی‌پور   | به عنوان مهمان | آپارات و اپلیکیشن فوتبال ۳۶۰ |
| ۱۴۰۳ | زخم کاری، مجازات | محمدحسین مهدویان | سمیرا بخشی     | فیلیمو                       |

### تئاتر
| سال  | نام نمایش          | کارگردان  |
| ---- | ------------------ | --------- |
| ۱۳۹۶ | خانه بوشاسپ درازست | علی اتحاد |

### کلیپ ترانه
نماهنگ «ابر می‌بارد» با صدای همایون شجریان و بازی رعنا آزادی‌ور و مهدی پاکدل و کارگردانی حمید نعمت‌الله. رعنا آزادی‌ور در مصاحبه با برنامهٔ فوتبال ۳۶۰ اذعان کرد که بازی در این نماهنگ باعث آشنایی و در نهایت ازدواج وی با مهدی پاکدل شده است.

## جوایز و نامزدی‌ها
| سال  | جشنواره                    | بخش                       | فیلم       | نتیجه    | منبع  |
| ---- | -------------------------- | ------------------------- | ---------- | -------- | ----- |
| ۱۳۸۴ | هشتمین جشن حافظ            | بهترین بازیگر زن          | مارمولک    | نامزدشده | [ ۵ ] |
| ۱۳۸۹ | چهاردهمین جشن سینمای ایران | بهترین بازیگر نقش مکمل زن | درباره الی | نامزدشده |       |
| ۱۴۰۰ | بیست و یکمین جشن حافظ      | بهترین بازیگر زن درام     | زخم کاری   | برنده    | [ ۶ ] |
| ۱۴۰۲ | بیست و دومین جشن حافظ      | بهترین بازیگر زن درام     | سرگیجه     | نامزدشده | [ ۷ ] |

## متفرقه
رعنا آزادی‌ور در مصاحبه‌ای در برنامهٔ فوتبال ۳۶۰ گفت که این اولین حضور وی در برنامه‌ای زنده است.
وی همچنین اظهار کرد که هوادار تیم استقلال تهران در ردهٔ ملی و در ردهٔ بین‌المللی هوادار تیم رئال مادرید و اسپانیا است.